# Erwarton
Erwarton oder Arwarton ist ein Dorf und eine Verwaltungseinheit auf der Shotley-Halbinsel im District Babergh in der Grafschaft Suffolk, England. Erwarton ist 11 km von Ipswich entfernt. Im Jahr 2011 hatte es eine Bevölkerung von 126 Einwohnern. Erwarton wurde 1086 im Domesday Book als Elmeswella erwähnt. Die Pfarrkirche ist dem Heiligen Maria gewidmet.